# Eusterinx inaequalis
Eusterinx inaequalis là một loài tò vò trong họ Ichneumonidae.